# کارلو مونتی
کارلو مونتی (انگلیسی: Carlo Monti; ۲۴ مارس ۱۹۲۰ – ۷ آوریل ۲۰۱۶) دونده اهل ایتالیا بود.